# Lista speciilor din genul Entoloma
Listă de specii din genul Entoloma

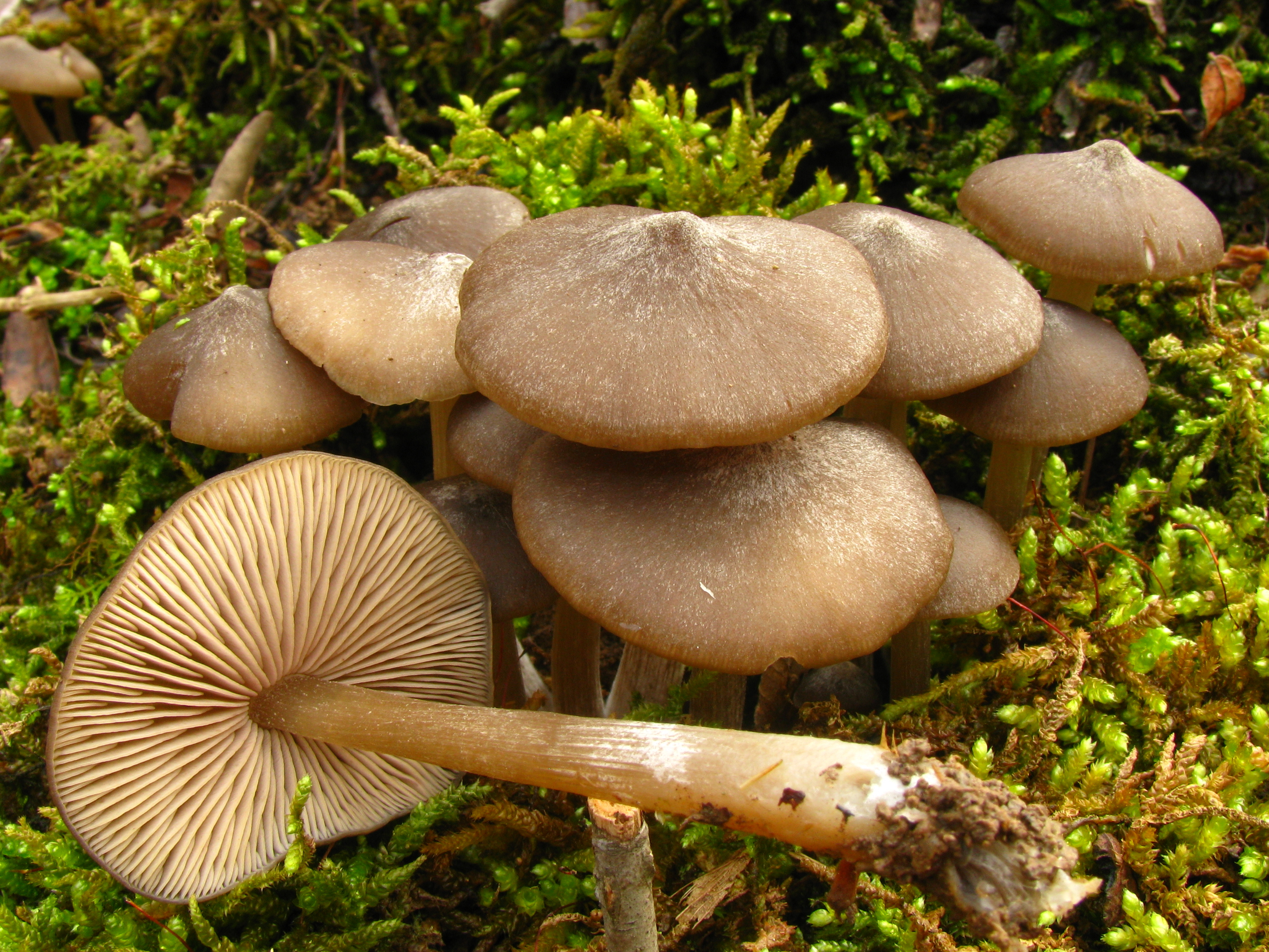
Entoloma vernum

Entoloma este un  gen mare de ciuperci, din ordinul Agaricales și familia Entolomataceae din încrengătura Basidiomycota cu peste 200 de soiuri în Europa, iar global aproximativ 1000. Această listă reprezintă o selecție de bureți ai acestui gen. Sinonimul cel mai des folosit este Rhodophyllus.
- Entoloma aberrans E.Horak (1973)
- Entoloma acuticystidiosum E.Horak (1973)
- Entoloma aethiops (Scop.) Hesler (1967)
- Entoloma albidum Murrill (1917)
- Entoloma aprile (Britzelm.) Sacc. (1887)
- Entoloma aromaticum E.Horak (1973)
- Entoloma asprelloides G.Stev. (1962)
- Entoloma asprellum (Fr.) Fayod (1889)
- Entoloma atrellum E.Horak (1973)
- Entoloma brunneolilacinum E.Horak (1973)
- Entoloma canoconicum E.Horak (1976) [1975]
- Entoloma cavipes E.Horak (1973)
- Entoloma cerinum E.Horak (1973)
- Entoloma chloroxanthum G.Stev. (1962)
- Entoloma clypeatum (L.) P.Kumm. (1871)
- Entoloma colensoi G.Stev. (1962)
- Entoloma conferendum (Britzelm.) Noordel. (1980)
- Entoloma congregatum G.Stev. (1962)
- Entoloma convexum G.Stev. (1962)
- Entoloma corneum E.Horak (1973)
- Entoloma crinitum E.Horak (1973)
- Entoloma croceum E.Horak (1980)
- Entoloma cucurbita E.Horak (1973)
- Entoloma deceptivum E.Horak (1973)
- Entoloma depluens (Batsch) Hesler (1967)
- Entoloma eulividum Noordel. (1985) [nom. nov.]
- Entoloma farinolens E.Horak (1973)
- Entoloma fuscum (Cleland) E.Horak (1980)
- Entoloma gelatinosum E.Horak (1973)
- Entoloma gracile G.Stev. (1962)
- Entoloma haastii G.Stev. (1962)
- Entoloma hirtipes (Schumach. ) M.M. Moser
- Entoloma hochstetteri (Reichardt) G.Stev. (1962)
- Entoloma imbecille (E.Horak) E.Horak 1980
- Entoloma incanum (Fr.) Hesler (1967)
- Entoloma juncinum (Kühner & Romagn.) Noordel. (1979)
- Entoloma lampropus (Fr.) Hesler (1967)
- Entoloma lanceolatum Wölfel & Hauskn. (1999)
- Entoloma latericolor E.Horak (1976) [1975]
- Entoloma lividoalbum (Kühner & Romagn.) Kubička (1975)
- Entoloma mariae G.Stev. (1962)
- Entoloma melanocephalum G.Stev. (1962)
- Entoloma melleum E.Horak (1973)
- Entoloma minutoalbum E.Horak (1976) [1975] [nom. nov.]
- Entoloma murrayi (Berk. & M.A.Curtis) Sacc. (1899)
- Entoloma nitidum Quél. (1883)
- Entoloma obrusseum E.Horak (1980) [nom. nov.]
- Entoloma panniculum (Berk.) Sacc. (1887)
- Entoloma parsonsiae G.Stev. (1962) [ca parsonsii]
- Entoloma pascuum (Pers.) Donk (1949)
- Entoloma peralbidum E.Horak (1973)
- Entoloma perplexum E.Horak (1973)
- Entoloma perzonatum E.Horak (1973)
- Entoloma phaeomarginatum E.Horak (1973)
- Entoloma placidum (Fr.) Noordel. (1981)
- Entoloma pleopodium (Bull. ex DC.) Nordeloos (1985)
- Entoloma pluteimorphum E.Horak (1980) [nom. nov.]
- Entoloma porphyrescens E.Horak (1973)
- Entoloma procerum G.Stev. (1962)
- Entoloma psittacinum (Romagn.) E.Horak (1976) [1975]
- Entoloma rancidulum E.Horak (1973)
- Entoloma readiae G. Stev. (1962) [ca readii]
- Entoloma saepium (Noulet & A. Dass.) Richon și‎ Roze (1886)
- Entoloma sericellum (Fr.) P.Kumm. (1871)
- Entoloma sericeum Quél. (1872) [ca sericeus] [nom. nov.]
- Entoloma sinuatum (Pers.) P.Kumm. (1871)
- Entoloma serratomarginatum E.Horak (1980)
- Entoloma serrulatum (Fr.) Hesler (1967)
- Entoloma staurosporum (Giacomo Bresadola|Bres.]]) E.Horak (1976) [1975]
- Entoloma strictum G.Stev. (1962)
- Entoloma sulphureum E.Horak (1973)
- Entoloma translucidum E.Horak (1973)
- Entoloma uliginicola E.Horak (1980)
- Entoloma vernum S. Lundell (1937)
- Entoloma virescens (Sacc.) E.Horak (1975)
- Entoloma viridomarginatum (Cleland) E.Horak (1980)
- Entoloma vulsum E.Horak (1973)